# سومنر هوارد
سومنر هوارد (بالإنجليزية: Sumner Howard)‏ هو محامي وقاضي وسياسي أمريكي، ولد في 7 مايو 1835 في الولايات المتحدة، وتوفي في 6 سبتمبر 1890 في نفس البلد. حزبياً، نشط في الحزب الجمهوري.